# Loudonta dispar
Loudonta dispar är en fjärilsart som beskrevs av Sergius G. Kiriakoff 1962. Loudonta dispar ingår i släktet Loudonta och familjen tandspinnare. Inga underarter finns listade i Catalogue of Life.